# Powszelatek sertor
Powszelatek sertor (Spialia sertorius) – owad z rzędu motyli, z rodziny powszelatkowatych (Hesperiidae).
Zasięg
Północna Afryka, Europa Południowa i Europa Środkowa, zachodnia Azja od Portugalii po Góry Ałtaj. W Europie szczególnie na południu Europy Środkowej. W Polsce rzadki i nieliczny, spotykany najczęściej w południowej części kraju.
Opis
Oczy czarne, duże wystające, czułki cienkie odchylone na boki sięgające prawie do połowy skrzydła przedniego. Buławka czułka zakończona czarną plamką. Samce mają czułki grubsze od samic. Odwłok wydłużony minimalnie wystający za zarys rozłożonych tylnych skrzydeł, odwłok u samic jest grubszy. Rozpiętość skrzydeł u dorosłych motyli dochodzi od 23 do 25 milimetrów. Barwa podstawowa wierzchniej strony skrzydeł koloru ciemnobrązowego z wieloma wyraźnymi białymi prostokątnymi plamkami. Na wierzchu przedniego skrzydła przy kostalnym brzegu znajdują się cztery białe, przylegające do siebie plamki. Na zewnętrznej krawędzi skrzydeł przednich i tylnych w obszarze marginalnym, równolegle do brzegu zewnętrznego ułożona jest linia białych oddzielonych od siebie prostokątnych plamek. Równolegle do linii plamek przy brzegu zewnętrznym skrzydeł w obszarze submarginalnym ułożona jest linia mniejszych plamek koloru białego. W obszarach postdyskalnych skrzydeł przednich i tylnych ułożone są nieregularne plamki koloru białego. U pierwszego pokolenia barwa podstawowa spodniej strony skrzydeł kremowo-żółta, u drugiego pokolenia barwa podstawowa spodniej strony skrzydeł czerwono-brązowa. Na spodniej stronie skrzydeł układ plamek koloru białego taki sam jak na wierzchniej stronie. Korpus imago pokryty nieznacznie drobnym meszkiem.

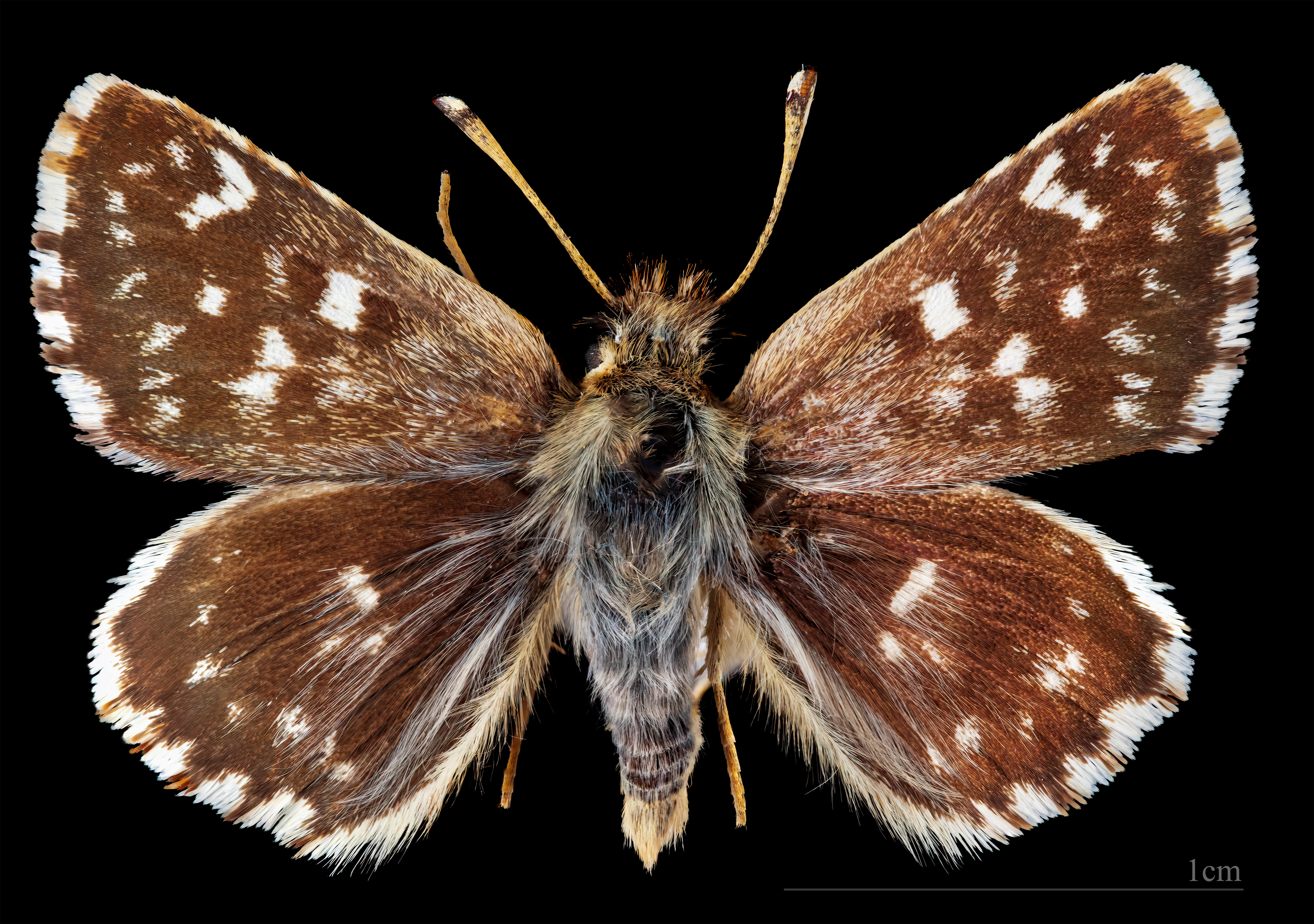
Spialia s. sertorius ♂
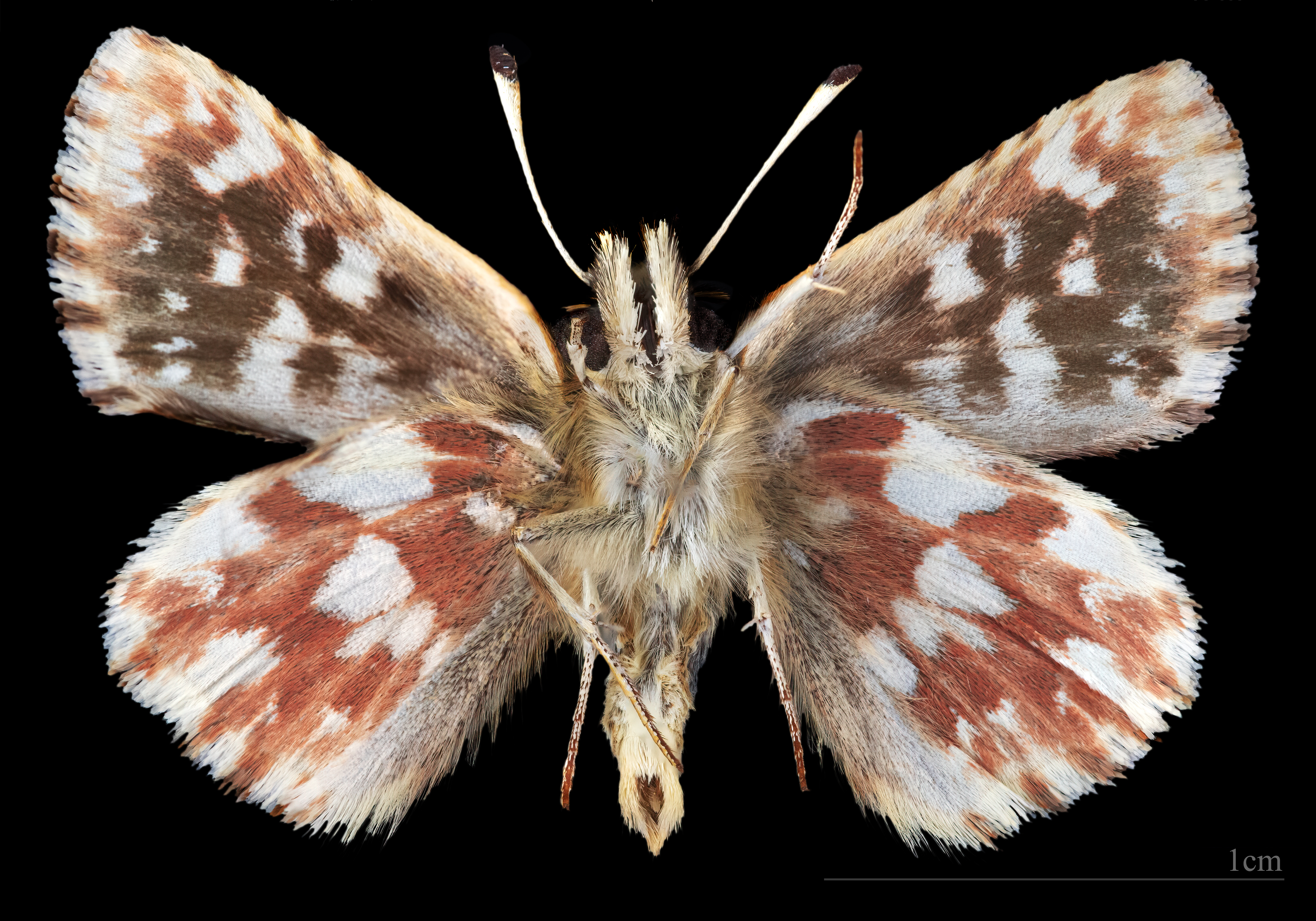
Spialia s. sertorius ♂ △

Czas lotu
Motyl wydaje w ciągu roku dwa pokolenia, loty kwiecień-czerwiec i połowa lipca-sierpień
Gąsienice
Długości około 20 milimetrów, koloru ciemnobrązowe lub czarnego. Na prawym i lewym boku wzdłuż korpus postrzępiona podłużna linia koloru żółtego. Cały korpus gąsienicy pokryty białymi włoskami średniej długości.
Roślina żywicielska
Podstawowymi roślinami  żywicielskimi są Krwiściąg mniejszy (Sanguisorba minor), Malina właściwa (Rubus idaeus ), Pięciornik wiosenny (Potentilla neumanniana).
Rozwój
Samice motyla wcześnie składają pojedynczo jaja wśród pąków kwiatowych roślin żywicielskich. Początkowo młode gąsienice żerują wyłącznie w zwartym pąku kwiatowym. Gdy osiąga większe rozmiary przenosi się na liść, na którym żyje w kryjówce utworzonej z oplotu. Dojrzałe gąsienice motyla pierwszego pokolenia czasem przechodzą diapauzę, hibernując wśród zwiędłych liści u podstawy rośliny żywicielskiej. Zwinięte liście na łodygach roślim służą jako miejsce przepoczwarczenia
Nazwa
Spialia Sertorius opisał Johann von Centurius Hoffmannsegg w 1804 roku pod nazwą Hesperia Sertorius
Podgatunki
- Sertorius Sertorius Spialia – obecny w Europie
- Sertorius Spialia j (Oberthür, 1881) – Afryce Północnej
- Sertorius Spialia therapne – Korsyka i Sardynia

Gatunki podobne
Powszelatek perski (Spialia phlomidis),  powszelatek orbifer (Spialia orbifer) i powszelatek malwowiec (Pyrgus malva),Spialia therapne
Środowisko
Zróżnicowane. Na poziomie morza preferuje gorące, suche, kwietne i nasłonecznione obszary porośnięte krzewami, na większych wysokościach suche, nasłonecznione trawiaste zbocza, kwietne łąki, polany leśne, miejsca zakrzaczone. Występuje do wysokości 1650 m n.p.m.